# 克拉斯諾斯洛博茨克 (莫爾多維亞共和國)
54°26′N 44°47′E / 54.433°N 44.783°E
克拉斯諾斯洛博茨克（Краснослобо́дск）是俄羅斯莫爾多維亞共和國的一個城市。位於莫克沙河畔、距離薩蘭斯克107公里。2002年人口10,843人。
1571年首見於文獻，1780年設市。